# Pseudoseisura unirufa
Pseudoseisura unirufa là một loài chim trong họ Furnariidae.